# Кенинг
Кенингът (на старонорвежки: kenning [cʰɛnːiŋg], исландско произношение [cʰɛnːiŋk]) е поетичен похват, свързан с употребата на преносни словосъчетания вместо прякото използване на съществителни в основното им значение.
Например старонорвежкият поет може да замени sverð (обичайната дума за „меч“) със съчетание като ben-grefill „раняваща мотика“ (Егил Скалагримсон: „Höfuðlausn“ 8) или randa íss „лед от щитове“ (Ейнар Скуласон: „Øxarflokkr“ 9). Други примери са „раняваща пчела“ вместо „стрела“, „гъше вино“ вместо „вода“, „словото на великана“ вместо „злато“, и др.
Кенингът е присъщ за старонорвежките и исландските поеми. А като термин се използва за обозначаване на сходни поетични похвати и в други езици, особено староанглийския.